# Пропретор
Пропретор (лат. propraetor) је био назив за намјесника преторске провинције. Бирао се из реда одслужених претора.
Дужност је уведена тек поткрај Римске републике. Пропретори су имали самосталну команду и највећу власт у својој провинцији. Нису се ни по чему разликовали од проконзула, осим по томе што је пропреторе пратило шест, а проконзуле дванаест ликтора.
За вријеме принципата свим царским провинцијама, осим Египтом, управљали су пропретори. Њихов пуни назив је био Legatus Caesaris pro praetore consulari potestate што је указивало на њихову главну функцију — војно командовање, док су проконзули управљали мирним сенатским провинцијама. У царским провинцијама интендантским ресором је управљао посебни прокуратор, тј. пропретори нису имали своје квесторе. Пропретор је у провинцији остајао и више од годину дана. С временом, сенатске провинције су прешле у руке римских царева и тако је ишчезла различитост међу царском и сенатском управом.